# Liste des sites et monuments classés de la wilaya de Bouira
Cet article présente une liste des sites et monuments classés de la wilaya de Bouira, en Algérie.

## Liste
| Id     | Identification du bien                                                                            | Datation        | Commune          | Coordonnées    | Catégorie du classement                     | Mesures et date de protection | Date de publication au Journal Officiel | Illustration    |                       |
| ------ | ------------------------------------------------------------------------------------------------- | --------------- | ---------------- | -------------- | ------------------------------------------- | --- | --------------------------------------- | --------------- | --------------------- |
| 10-001 | Inscription et fragments antiques déposés à Sour El Ghozlane sur l'esplanade appartenant à l'Etat | Antique         | Sour El Ghozlane | à géolocaliser | Classé                                      | Classé parmi les objets mobiliers classés en date du 20/12/1967, Conformément à l'article 62 de l'ordonnance N° 67-281 du 20/12/1967                     | N°07 du 23/01/1968                      | Image manquante | Télécharger une image |
| 10-002 | Mausolée de Ghorfet Ouled Slama                                                                   | Antique         | El Hakimia       | à géolocaliser | Classé                                      | Classé sur la liste des biens culturels par arrêté du 12/09/2012, après avis conforme de la commission nationale des biens culturels tenu le 27/06/2011. | N° 36 du 18/07/2013                     | Image manquante | Télécharger une image |
| 10-003 | Aqueduc de Sour El Ghozlane                                                                       | Antique         | Sour El Ghozlane | à géolocaliser | Inscription sur l'inventaire supplémentaire | Inscrit sur l'inventaire supplémentaire Arrêté signé par le wali N° 2948 du 06/12/2009                                                                   | Arrêté non pub au journal officiel      |                 | Télécharger une image |
| 10-004 | Bordj Ath Mansour                                                                                 | Moderne         | Ath Mansour      | à géolocaliser | Inscription sur l'inventaire supplémentaire | Inscrit sur l'inventaire supplémentaire Arrêté signé par le wali N° 2947 du 06/12/2009                                                                   | Arrêté non pub au journal officiel      | Image manquante | Télécharger une image |
| 10-005 | Bordj F'nar                                                                                       | Contemporaine   | Mezdour          | à géolocaliser | Inscription sur l'inventaire supplémentaire | Inscrit sur l'inventaire supplémentaire Arrêté signé par le wali N° 09 du 03/01/2013                                                                     | Arrêté non pub au journal officiel      | Image manquante | Télécharger une image |
| 10-006 | Caserne et place d'arme à Sour El Ghozlane                                                        | Contemporaine   | Sour El Ghozlane | à géolocaliser | Inscription sur l'inventaire supplémentaire | Inscrit sur l'inventaire supplémentaire Arrêté signé par le wali N° 11 du 13/01/2013                                                                     | Arrêté non pub au journal officiel      | Image manquante | Télécharger une image |
| 10-007 | Fort Turc Bordj Oukhriss                                                                          | Moderne         | Bordj Okhriss    | à géolocaliser | Inscription sur l'inventaire supplémentaire | Inscrit sur l'inventaire supplémentaire Arrêté signé par le wali N° 2946 du 06/12/2009                                                                   | Arrêté non pub au journal officiel      | Image manquante | Télécharger une image |
| -008   | Fort Turc (Bordj Hamza)                                                                           | Moderne         | Bouira           | à géolocaliser | Inscription sur l'inventaire supplémentaire | Inscrit sur l’inventaire supplémentaire Arrêté signé par le wali N° 1352 du 30/06/2011                                                                   | Arrêté non pub au journal officiel      | Image manquante | Télécharger une image |
| 10-009 | Mosquée Beni Hammad                                                                               | Moderne         | Saharidj         | à géolocaliser | Inscription sur l'inventaire supplémentaire | Inscrit sur l'inventaire supplémentaire Arrêté signé par le wali N° 955 du 13/01/2013                                                                    | Arrêté non pub au journal officiel      | Image manquante | Télécharger une image |
| 10-010 | Mosquée Beni Oulben                                                                               | Moderne         | Saharidj         | à géolocaliser | Inscription sur l'inventaire supplémentaire | Inscrit sur l'inventaire supplémentaire Arrêté signé par le wali N° 956 du 02/04/2013                                                                    | Arrêté non pub au journal officiel      | Image manquante | Télécharger une image |
| 10-011 | Mosquée d'Ouled Brahim                                                                            | Moderne         | M'Chedallah      | à géolocaliser | Inscription sur l'inventaire supplémentaire | Inscrit sur l'inventaire supplémentaire Arrêté signé par le wali N° 173 du 29/01/2013                                                                    | Arrêté non pub au journal officiel      | Image manquante | Télécharger une image |
| 10-012 | Mosquée El Atik Si Hamidou                                                                        | Moderne         | Sour El Ghozlane | à géolocaliser | Inscription sur l'inventaire supplémentaire | Inscrit sur l'inventaire supplémentaire Arrêté signé par le wali N° 10 du 13/01/2013                                                                     | Arrêté non pub au journal officiel      | Image manquante | Télécharger une image |
| 10-013 | Muraille et portes de la ville de Sour El Ghozlane                                                | Contemporaine   | Sour El Ghozlane | à géolocaliser | Inscription sur l'inventaire supplémentaire | Inscrit sur l'inventaire supplémentaire Arrêté signé par le wali N° 2415 du 30/12/2007                                                                   | Arrêté non pub au journal officiel      | Image manquante | Télécharger une image |
| 10-014 | Site Tachachit                                                                                    | Antique         | El Adjiba        | à géolocaliser | Inscription sur l'inventaire supplémentaire | Inscrit sur l'inventaire supplémentaire Arrêté signé par le wali N° 3194 du 01/12/2013                                                                   | Arrêté non pub au journal officiel      | Image manquante | Télécharger une image |
| 10-015 | Stèle Libyque                                                                                     | Protohistorique | Saharidj         | à géolocaliser | Inscription sur l'inventaire supplémentaire | Inscrit sur l'inventaire supplémentaire Arrêté signé par le wali N° 694 du 06/03/2014                                                                    | Arrêté non pub au journal officiel      | Image manquante | Télécharger une image |
| 10-016 | Forêt de Azerou, cantons Taouialt et Tikjda (région du Ras-Tigounatine)                           | Aucune datation | Bechloul         | à géolocaliser | Sites naturels                              | Classé parmi les sites et monuments naturels en date du 10/07/1950, Conformément à l'article 62 de l'ordonnance N° 67-281 du 20/12/1967                  | N° 07 du 23/01/1968                     | Image manquante | Télécharger une image |